# Parc national de la Chapada Diamantina
Le parc national de la Chapada Diamantina (en portugais : Parque Nacional da Chapada Diamantina) est un parc naturel du Brésil situé dans l'environnement de la chapada Diamantina, dans l'État de Bahia (Nord-Est du Brésil).

## Géographie

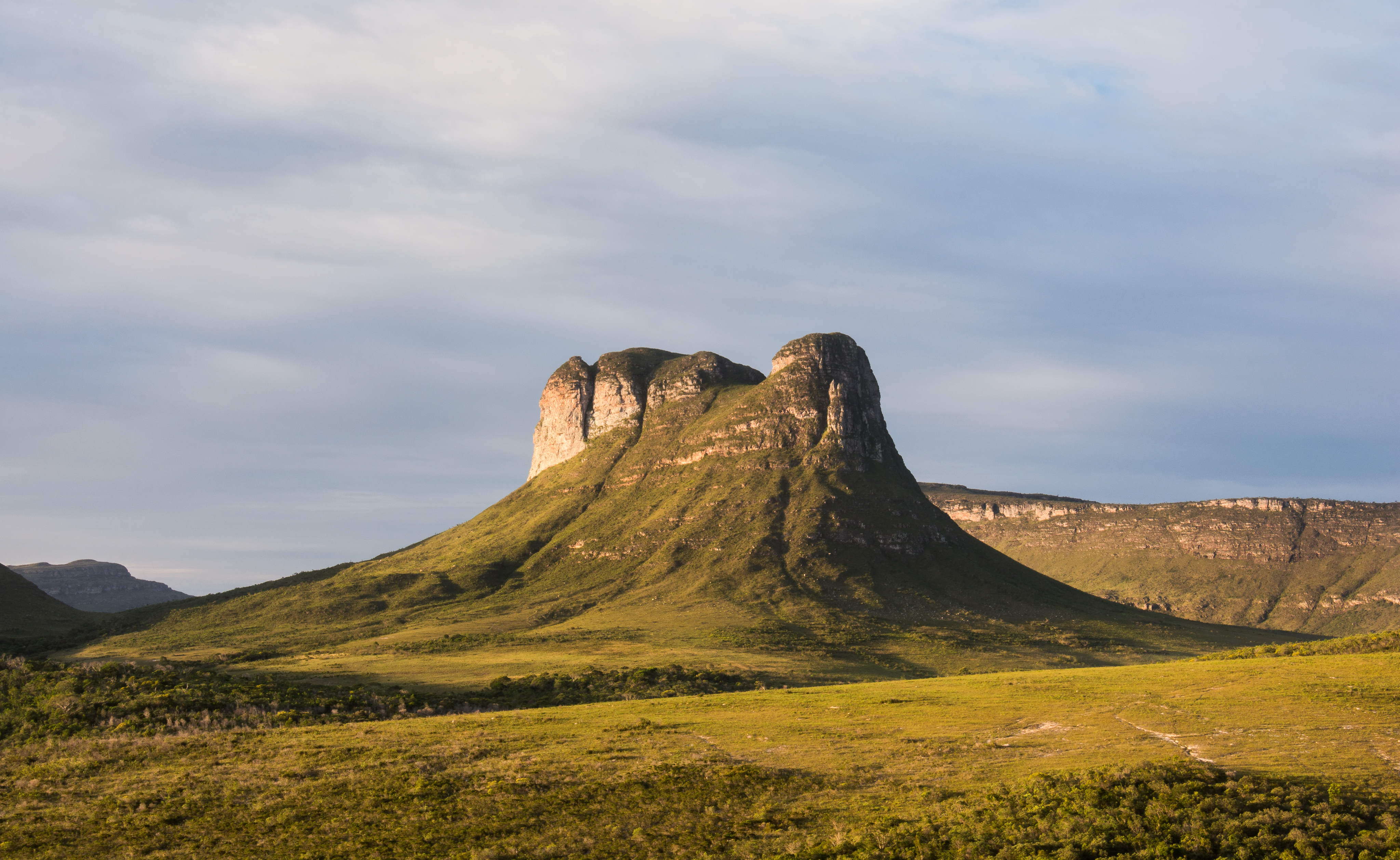
Morrão, paysage du parc.

Le parc est situé à environ 400 km de Salvador, la capitale d'État. Créé en 1985 après décret fédéral, il couvre une région de 1 520 km2 et comprend les municipalités principales d'Andaraí, Ibicoara, Itaetê, Lençóis, Mucugê et Palmeiras.
Le nom du plateau a été donné par le géologue allemand Ludwig von Eschwege au XIXe siècle. Le terme chapada est un mot brésilien faisant référence à un type de formation géologique d'une hauteur dépassant les 600 m et qui présente une partie plane en son sommet ; cette formation se détache du reste du paysage, généralement de faible altitude. Le nom Diamantina fait référence à l'activité de recherche de diamants qui a eu lieu dans la région, au milieu du XIXe siècle.

## Géologie
La chapada Diamantina a subi plusieurs changements géologiques et climatiques jusqu'à aujourd'hui. La région est composée de roches sédimentaires qui se sont déposées il y a 1,8 à 0,7 milliard d'années. Autrefois, la région était recouverte d'eau salée et l'érosion a créé jusqu'à aujourd'hui un terrain très accidenté, avec de grands sommets rocheux, des pentes abruptes, des vallées étroites et profondes, de grandes surfaces planes et de haute altitude (chapada), un système de grottes, de canyons et de rivières. L'altitude moyenne dépasse les 1 000 m, le pic de la Barbade culminant à 2 033 m. La région contient des gisements de fer, de manganèse, de bauxite, de diamant et d'or. L'eau de certaines rivières apparaît rougeâtre en raison de la présence de tanins.
Cette région est constituée de roches silicoclastiques et volcaniques du Protérozoïque. Ces roches sont stratigraphiquement divisées en quatre groupes comme suit: Rio dos Remedios Groupe (Paléoprotérozoïque), les groupes de Paraguaçu et Chapada Diamantina (Mésoprotérozoïque) et le groupe Una (Néoprotérozoïque).

## Climat actuel
Dans l'ouest, le climat est un climat tropical chaud, avec un gradient croissant de précipitations. Dans les zones les plus basses, la moyenne annuelle de précipitations est d'environ 500 mm, tandis qu'elle dépasse les 1 000 mm dans les parties en altitude. La saison des pluies s'étend d'octobre à avril. Dans l'est, le climat est un climat tropical semi-aride, avec une saison des pluies qui s'étend de novembre à mai, avec une moyenne de précipitations entre 678 à 866 mm par an.

## Biodiversité
La chapada Diamantina est une mosaïque en dessous de 1 000 m d'altitude composée de savane, de champs rocailleux et de différents types de forêt. Au-dessus de 1 000 m d'altitude, où il y a des affleurements rocheux, les champs rocheux prédominent (quartzites) ; là où la savane prédomine, il y a plus de sable (sol podzolique). Les forêts poussent sur le granit et le gneiss et sont plus humides avec l'altitude. Les forêts de la savane sont caduques saisonnières, avec de nombreux arbres épineux, en particulier avec les représentants des genres Acacia et Mimosa et de nombreuses espèces de cactées et de broméliacées. Certaines espèces sont très présentes dans la physionomie de la végétation, comme Umbuzeiro (Spondias tuberosa) et le jujube (Ziziphus). Cependant, il y existe une grande diversité de la flore et de nombreux genres et espèces endémiques. De nouvelles espèces végétales y ont été découvertes récemment.
Il existe également une grande variété de reptiles, d'amphibiens, d'oiseaux, d'insectes et de petits mammifères, en plus de quelques grands mammifères, dont le fourmilier géant et le paresseux géant, ce dernier étant aujourd'hui éteint.

## Géographie
La région est divisée géographiquement entre plusieurs chaînes de montagnes telles que les serras de Rio de Contas, de Bastião, de Mangabeira, d'Almas et de Sincorá. Ces monts divisent le bassin versant en plusieurs fleuves, le rio São Francisco, le Rio de Contas (pt) et le Rio Paraguaçu, qui se jettent dans l'océan Atlantique. Le parc abrite la plupart des cours d'eau douce de la région, ce qui en fait une écorégion particulière.

## Tourisme et sites naturels d'intérêt

### Grottes
La chapada Diamantina regorge de multiples grottes qui font l'intérêt croissant des spéléologues depuis leur découverte par des pionniers comme Peter Lund et Ricardo Kroner. Plus de 130 grottes ont été cartographiées et repertoriées, et quelques-unes sont visitables.
La formation des grottes de municipalités de Seabra, de Palmeiras et de la région d'Iraquara date de la fin du Protérozoïque (il y a 900 à 700 millions d'années) et du Protérozoïque moyen (il y a entre 1,7 et 1 milliard d'années). Toutes ces grottes, sauf celles en grès, proviennent de la percolation lente d'eau légèrement acide, contenant du carbonate de calcium (CaCO3) dissous, ouvrant des passages à travers la roche. En creusant des galeries souterraines, le carbonate de calcium, dissous dans l'eau, subit ensuite un processus de cristallisation qui permet la formation de stalactites, de stalagmites et d'autres spéléothèmes.
Certaines de ces grottes présentent des peintures rupestres encore peu étudiées, avec des représentations de chiens, de cerfs, de poissons, du soleil, de mains, de flèches et d'autres dessins géométriques. Les plus vieilles datent de 30 000 ans.
Parmi les grottes d'intérêt, on retrouve: la grotte de Lapa Doce, la cinquième grotte la plus longue grotte au Brésil, avec ses dizaines de kilomètres, la grotte de Pratinha, la grotte Gruta Azul, la grotte de Torrinha, Poço Azul et Poço Encantado, avec leurs eaux bleues cristallines.

## État de conservation
La région, est menacée par la culture du café, par l'élevage, et autrefois par la création de mines et de carrières. Elle subit également la pression croissante du tourisme. Le classement de la chapada Diamantina comme parc national UICN fait d'elle une aire protégée, gérée principalement dans le but de protéger les écosystèmes et à des fins récréatives, par l'Institut Chico Mendes.
Aujourd'hui, le tourisme et l'agriculture intensive soutiennent l'économie locale et la région est l'une des principales destinations du tourisme de nature en Amérique du Sud. Bien que les principales attractions touristiques soient ponctuelles et représentées par des géosites (chutes, grottes et canyons), ce qui réduit la pression touristique, il y a un manque d'information scientifique à destination des visiteurs et il n'existe pas, à ce jour, de coordination pour assurer la gestion des géosites.

## Histoire
Les premiers habitants de la chapada Diamantina étaient des Indiens. Au XVIIe siècle, vinrent les Africains et les Portugais, qui lancèrent une économie basée sur l'exploitation de l'agriculture puis sur l'extraction de l'or et des diamants. La chapada a été progressivement peuplée par les grands exploitants agricoles et les communautés de marronnage (anciens esclaves, descendants des communautés formant les quilombos) jusqu'à la découverte de gisements d'or et de diamant. L'exploration minière pour l'or a duré près d'un siècle. À cette époque, fut créée la route Estrada Real pour transporter le minerai, celle-ci reliant le nord et le sud de la chapada, de Jacobina à Rio de Contas. Avec le déclin de la production d'or a commencé l'exploitation de diamant, renouvelant la population de la région, et entérinant les négoces avec les commerçants français, anglais et allemands, sur une période de 26 ans. L'exploration a commencé à Mucugê puis s'est répandue aux colonies de Barra da Estiva, Rio de Contas, Igatu, Andaraí et Morro do Chapéu, définissant ainsi la région aujourd'hui connue sous le nom de chapada Diamantina, faisant allusion à l'abondance de minerai et sa formation géologique. Entre 1980 et 1996, l'extraction de diamant est mécanisée, puis interdite par la création du Parc National de la Chapada Diamantina, qui lança le tourisme et son économie.

## Sources
- (pt) Cet article est partiellement ou en totalité issu de l’article de Wikipédia en portugais intitulé « Parque Nacional da Chapada Diamantina » (voir la liste des auteurs).

- (en) Cet article est partiellement ou en totalité issu de l’article de Wikipédia en anglais intitulé « Chapada Diamantina National Park » (voir la liste des auteurs).